# Нахапетов, Борис Александрович
Бори́с Алекса́ндрович Нахапе́тов (26 марта 1928, Москва, РСФСР — 14 марта 2017, Красногорск, Московская область, Российская Федерация) — советский и российский историк, невропатолог, автор более 120 статей по вопросам неврологии и смежных клинических дисциплин, медицинского науковедения и информатики, истории медицины, генеалогии и литературоведения на русском, украинском, немецком и английском языках, опубликованных в тридцати журналах, сборниках научных трудов и других печатных изданиях в России, Украине, Белоруссии, Германии, Грузии, Армении и Туркмении.

## Биография
Родился в семье врачей. Участник Великой Отечественной войны: в 1941—1943 гг. — на Западном, Северо-Западном и Калининском фронтах. Награждён медалью «За оборону Москвы».
В 1942 г. был принят в ВЛКСМ, в 1949 г. — в ВКП(б).
В 1944 г. сдал экзамены за полный курс средней школы в школе № 281 города Москвы, в 1949 г. окончил Военно-морскую медицинскую академию.
С 1949 по 1954 г. служил на Балтийском флоте в должности врача 19-го дивизиона тральщиков во 2-й бригаде траления и начальником медпункта крейсера «Дмитрий Пожарский» в Дивизии вновь строящихся и ремонтирующихся кораблей Ленинградской военно-морской базы.
В 1954—1958 гг. работал в адъюнктуре кафедры нервных болезней ВММА и ВМОЛА им. С. М. Кирова.
В 1958—1968 гг. — начальник неврологических отделений 18-го и 20-го военно-морских госпиталей Краснознамённого Тихоокеанского флота.
В 1964 г. защитил кандидатскую диссертацию на тему: «Регионарные показатели гемодинамики при вестибулярной нагрузке» (научный руководитель профессор А. Г. Панов).
В 1968—1969 гг. — консультант-невропатолог ЦВКГ им. П. В. Мандрыка. В 1968—1984 гг. — главный невропатолог ЦВКГ им. А. А. Вишневского.
В 1978 г. ему было присвоено звание «Заслуженный врач РСФСР».
В 1984 г. уволен в отставку в звании полковника медицинской службы.
В 1984—1991 гг. — старший научный сотрудник, руководитель отделения научных проблем клинической медицины ВНИИМИ МЗ СССР.
В 1990—1991 гг. — заведующий НИО истории советского здравоохранения Центрального музея медицины АМН СССР.

## Статьи в журналах и сборниках
Нахапетов, Б. А. Изменения кожной температуры при вестибулярных раздражениях. / Б. А. Нахапетов// Вестник оториноларингологии. — 1960. — № 1. — С. 25-28.
Нахапетов, Б. А. Изменения регионарных показателей гемодинамики при вестибулярной нагрузке. / Б. А. Нахапетов// Вопросы экспертизы, диагностики и лечения нервных болезней. — 1961. — Т.122. — С. 65-75.
Нахапетов, Б. А. Регіонарні показники гемодинаміки при вестибулярному навантанжениі. / Б. А. Нахапетов// Фізіологичний журнал. — 1963. — Т.9, № 3. — С. 65-75.
Нахапетов, Б. А. К клинике отравление парами этинолевых красок. / Б. А. Нахапетов// Военно-медицинский журнал. — 1965. — № 9. — С. 79-80.
Нахапетов, Б. А. Функциональное состояние артериальной системы при вестибулярном раздражении (по данным артериальной осциллографии). / Б. А. Нахапетов// Вестник оториноларингологии — 1966. — № 3. — С. 68-72.
Нахапетов, Б. А. Распознавание нейроциркуляторной дистонии и начальной стадии гипертонической болезни. / Б. А. Нахапетов// Врачебное дело. — 1966. — № 3. — С. 43-45.
Нахапетов, Б. А. Аппарат для введения контрастных сред при напряженной пневмоэнцефалографии. / Б. А. Нахапетов, Ф. Ф. Звягин// Военно-медицинский журнал. — 1968. — № 11. — С. 80.
Нахапетов, Б. А. Дифференциально-диагностическое значение клиностатических изменений давления в височных артериях. / Б. А. Нахапетов// Материалы Юбилейной научной конференции врачей ЦВКГ им П. В. Мандрыка. — 1969.- С. 61-68.
Нахапетов, Б. А. К вопросу об оценке уровня давления спинномозговой жидкости при нервно-психических заболеваниях. / Б. А. Нахапетов// Научные работы врачей ЦКВГ МО СССР. — 1970. — С. 131—133.
Нахапетов, Б. А. Об особенностях течения туберкулезного менингита в старческом возрасте. / Б. А. Нахапетов, В. С. Маракулин, Л. Я. Писарева// Научные работы врачей ЦКВГ МО СССР. — 1970. — С. 133—136.
Нахапетов, Б. А. О киностатических изменениях давления в височных артериях при зкрытой травме головного мозга. / Б. А. Нахапетов, Л. Н. Ростомова// Военно-медицинский журнал. — 1970. — № 6. — С. 62.
Нахапетов, Б. А. Об оценке уровня ликворного давления. / Б. А. Нахапетов// Военно-медицинский журнал. — 1970. — № 10. — С. 42-45.
Нахапетов, Б. А. К симпотоматике острых нарушений кровообращений в мозжечке. / Б. А. Нахапетов// Врачебное дело. — 1974. — № 1. — С. 43-45.
Нахапетов, Б. А. Редкий механизм развития тромбоэмболии легочной артерии. / Б. А. Нахапетов, Н. К. Крайнова, Д. В. Куницин// Актуальные вопросы клиники, диагностики, лечения и профилактики заболеваний сердечно-сосудистой системы, органов пищеварения и желез внутренней секреции у лиц среднего и пожилого возраста. — 1975.- С. 124—125.
Нахапетов, Б. А. Клиника и патоморфология нервной системы при заболеваниях перикарда. / Б. А. Нахапетов, М. И. Шустеров// Актуальные вопросы клиники, диагностики, лечения и профилактики заболеваний сердечно-сосудистой системы, органов пищеварения и желез внутренней секреции у лиц среднего и пожилого возраста. — 1975.- С. 49-51.
Нахапетов, Б. А. О механизме действия ликвородинамических проб. / Б. А. Нахапетов, А. Г. Рожков, А. А. Сорокин// Журнл невропатологии и психиатрии. — 1975. — № 6. — С. 52-54.
Нахапетов, Б. А. К клинике и патогенезу нерологических расстройств при острой и хронической тампонаде сердца. / Б. А. Нахапетов// Кровообращение. — 1977. — № 2. — С. 37-39.
Нахапетов, Б. А. К клинике и патогенезу неврологических расстройств при тампонаде сердца. / Б. А. Нахапетов// Советская медицина. — 1977. — № 12. — С. 68-70.
Нахапетов, Б. А. Изменения нервной системы при разрывах и тампонаде сердца. / Б. А. Нахапетов, А. Г. Панов// Неврология обмороков и гипоксических состояний мозга. — 1977. — С. 163—167.
Нахапетов, Б. А. Изменения нервной системы при тампонаде сердца. / Б. А. Нахапетов// Нервные и психические нарушения при заболеваниях внутренних органов. — 1978.- С. 151—152.
Нахапетов, Б. А. К клинике и патогенезу поражений двигательных нервов глаза при сахарном диабете. / Б. А. Нахапетов// Нервные и психические нарушения при заболеваниях внутренних органов. — 1978.- С. 152—154.
Нахапетов, Б. А. О значении метода группировок при статистической обработке результатов измерений уровня ликворного давления. / Б. А. Нахапетов// Проблемы онкологии и сердечно-сосудистых заболеваний. — 1978.- С. 172—173.
Нахапетов, Б. А. К вопросу о дифференциальной диагностике опухолевых и сосудистых заболеваний головного мозга у лиц пожилого и старческого возраста. / Б. А. Нахапетов, В. С. Маракулин, А. И. Рыбников// Проблемы онкологии и сердечно-сосудистых заболеваний. — 1978.- С. 75-77.
Нахапетов, Б. А. К клинике и патогенезу тромбоэмболии легочной артерии при нарушениях мозгового кровообращения. / Б. А. Нахапетов, Д. В. Куницын, В. В. Вец// Проблемы онкологии и сердечно-сосудистых заболеваний. — 1978.- С. 127—130.
Нахапетов, Б. А. Атипичное течение инфаркта ствола мозга у больного старческого возраста, страдающего хронической сосудисто-мозговой недостаточностью. / Б. А. Нахапетов, С. Н. Мамаров, А. Г. Войтюк// Проблемы онкологии и сердечно-сосудистых заболеваний. — 1978.- С. 167—168.
Нахапетов, Б. А. Опыт применения модификации вытяжения позвоночника при лечении шейного остеохондроза. / Б. А. Нахапетов, Р. А. Дмуховский, Н. С. Талишнева, С. А. Абрамова// Проблемы онкологии и сердечно-сосудистых заболеваний. — 1978. — С. 204—205.
Нахапетов, Б. А. О клинике и патогенезе тромбоэмболии легочной артерии при нарушениях мозгового кровообращения. / Б. А. Нахапетов, Д. В. Куницын// Советская медицина. — 1978. — № 12.- С. 34-38.
Нахапетов, Б. А. Схема-планшет для изучения острой лучевой болезни. / Б. А. Нахапетов// Военно-медицинский журнал. — 1979. — № 10.- С. 60-61.
Нахапетов, Б. А. К патогенезу болевого синдрома при поражении двигательных нервов глаза диабетической пррироды. / Б. А. Нахапетов// Журнал невропатологии и психиатрии. — 1980. — № 2.- С. 219—221.
Нахапетов, Б. А. К диагностике острых нарушений мозгового кровообращения. / Б. А. Нахапетов// Эффективность диагностики в клинике. — 1980.- С. 198—202.
Нахапетов, Б. А. Ретроперитонеальной фиброз с флеботромбозом подвоздошных вен. / Б. А. Нахапетов, Е. П. Кохан// Депонирована во ВНИИМИ М3 СССР. — 1980. Д-3081.
Нахапетов, Б. А. Подводное вытяжение позвоночника в комплексном лечении больных с пояснично-крестцовыми радикулитами. / Б. А. Нахапетов, П. П. Орлов// Военно-медицинский журнал. — 1980- № 9.- С. 65-66.
Нахапетов, Б. А. К клинике и патогенезу острых нарушений мозгового кровообращения при злокачественных опухолях внемозговой локализации. / Б. А. Нахапетов// Специализированная медицинская помощь. — 1982.- С. 308—310.
Нахапетов, Б. А. Тромбоэмболия легочных артерий при патологии пояснично-крестцового отдела позвоночника. / Б. А. Нахапетов, Д. В. Куницын// Советская медицина. — 1982. — № 4.- С. 110—112.
Нахапетов, Б. А. Научно-методическая конференция по проблемам медицинской деонтологии и врачебной этики. / Б. А. Нахапетов, Н. С. Монастырский, В. И. Юганов// Военно-медицинский журнал. — 1982. — № 4.- С. 77-78.
Нахапетов, Б. А. К диагностике ретроперитонеального фиброза. / Б. А. Нахапетов, Е. П. Кохан // Военно-медицинский журнал. — 1982. — № 8.- С. 48-50.
Нахапетов, Б. А. Острые нарушения мозгового кровообращения при злокачественных опухолях внемозговой локализации. / Б. А. Нахапетов// Актуальные вопросы сердечно-сосудистой патологии. — 1983. — С. 114—116.
Нахапетов, Б. А. Клинико-рентгенологическая диагностика пневмоний при острых сосудистых поражениях головного мозга. / Б. А. Нахапетов, Д. В. Куницын// Актуальные вопросы сердечно-сосудистой патологии. — 1983. — С. 116—117.
Нахапетов, Б. А. Клинико-рентгенологическая дифференциальная диагностика тромбоэмболий легочных артерий у больных с острыми сосудистыми поражениями головного мозга. / Б. А. Нахапетов, Н. П. Мазаев, Д. В. Куницын// Журнал невропатологии и психиатрии. — 1983. — № 1.- С. 43-47.
Нахапетов, Б. А. Ультрафиолетовая спектрофотометрия спинномозговой жидкости в диагностике заболеваний нервной системы. / Б. А. Нахапетов, В. В. Крашутский// Лабораторные и инструментальные методы в клинической диагностике. — 1983. — С. 186—187.
Нахапетов, Б. А. Ранние психоневрологические нарушения после операций на желчных путях и их профилактика. / Б. А. Нахапетов, А. Г. Рожков//Актуальные вопросы клинической медицины. — 1984. — С. 34-36.
Нахапетов, Б. А. Врач-курортолог штаб лейб-лекарь И. Е. Дроздов. / Б. А. Нахапетов//Вопросы физиотерапии и курортологии. — 1985. — № 5.- С. 60-61.
Нахапетов, Б. А. Ультрафиолетовая спектрофотомерия спинномозговой жидкости в дифференциальной диагностике инсультов. / Б. А. Нахапетов, В. В. Крашутский//Журнал невропатологии и психиатрии. — 1985. — № 9.- С. 1329—1332
Нахапетов, Б. А. Ультрафиолетовая спектрофотомерия при дифференциальной диагностике острых нарушений мозгового кровообращения. / Б. А. Нахапетов, В. В. Крашутский//Военно-медицинский журнал. — 1985. — № 11.- С. 71.
Нахапетов, Б. А. Опыт использования указателя научных обзоров Института научной информации США для реконструкции кластеров активно разрабатываемых научно-исследовательских работ. / Б. А. Нахапетов, П. И. Каль// Вопросы теории и практики информатики и науковедения в медицине. Тезисы III Всесоюзного съезда историков медицины. — 1986. -С. 31.
Нахапетов, Б. А. Науковедческий анализ отечественных и зарубежных журналов по невропатологии, нейрохирургии и психиатрии с помощью возраста ссылок. / Б. А. Нахапетов, В. В. Ильинский//Информатика в биомедицине и здравоохранении. Тезисы III Республиканской научно-практической конференции. — 1986. — С. 68.
Нахапетов, Б. А. Тенденция развития новых направлений научных исследований по отдельным проблемам медицины/ Б. А. Нахапетов, В. Л. Кардашев//Доклад о наиболее важных отечественных и зарубежных достижениях в области медицинской науки, техники и здравоохранения. — 1986. — С. 11-23.
Нахапетов, Б. А. Оценка темпа развития научного направления с помощью анализа распределения возраста ссылок/ Б. А. Нахапетов, В. В. Ильинский//Проблемы повышения эффективности использования научно-технического потенциала. Тезисы II Всесоюзного научно-практического совещания по проблемам управления наукой. — 1987. — С. 64.
Нахапетов, Б. А. Основные итоги медицинской науки в СССР в XI пятилетке и перспективы её дальнейшего развития в XII пятилетке в свете решений XXVII съезда КПСС. / Б. А. Нахапетов, А. Ф. Бочаров и др.//- 1987.
Нахапетов, Б. А. Белорусские врачи братья Лев и Сидор Нагумовичи — активные участники общественно-политической, культурной и научной жизни России первой половины XIX века. / Б. А. Нахапетов.//Здравоохранение Белоруссии- 1987. — № 6.- С. 74-76.
Нахапетов, Б. А. К выявлению основных тенденций направлений развития медицинской науки на основе анализа информационной составляющей научного потенциала. / Б. А. Нахапетов, В. Л. Кардашев, Г. К. Зеленова// Депонирована во ВНИИМИ М3 СССР. — 1987. Д-14646-87.
Нахапетов, Б. А. Выявление основных тенденций направлений развития медицинской науки на основе анализа информационной составляющей научного потенциала. / Б. А. Нахапетов, В. Л. Кардашев, Г. К. Зеленова// Доклад о наиболее важных отечественных и зарубежных достижениях в области медицинской науки, техники и здравоохранения. — 1987. — С. 8-14.
Нахапетов, Б. А. Отражение информационных потоков по невропатологии и нейрохирургии в реферативных журналах в СССР и за рубежом в 1963 г. / Б. А. Нахапетов// Депонирована во ВНИИТИ. — № 9147- В87.
Нахапетов, Б. А. Аналитико-синтетическая обработка обзорной информации по медицине при исследовании состояния и перспектив развития некоторых научных направлений в СССР и за рубежом. / Б. А. Нахапетов, В. Л. Кардашев, И. Н. Иваницкая, А. А. Кулыгина// Методологические и социальные проблемы медицины. — 1988. — С. 98-102.
Нахапетов, Б. А. Об использовании наукометрических методов для оценки развития научных направлений в области медицины. Обзор литературы. / Б. А. Нахапетов, В. Л. Кардашев, И. Н. Иваницкая, А. А. Кулыгина// Социальная гигиена и организация здравоохранения. Экспресс-информация ВНИИМИ МЗ СССР — 1988. — № 2 — С. 1-9.
Нахапетов, Б. А. К использованию наукометрических методов исследования для оценки уровня развития некоторых научных направлений и области медицины в СССР- и за рубежом/ Б. А. Нахапетов, В. Л. Кардашов, И. П. Иваницкая, Д. А. Кулыгина// Пути повышения эффективности в использовании научно-информационного потенциала медицинской науки и практического здравоохранения — 1988. — С. 60-61.
Нахапетов, Б. А. Принципы организации диагностических центров.Обзор литературы. / Б. А. Нахапетов, Ж. Г. Адамчик//Социальная гигиена и организация здравоохранения. Экспресс-информация ВНИИМИ М3 СССР, — 1988.-
N112.- С.1-11.
Нахапетов, Б. А. Науковедческий анализ современного состояния медицинской науки в мире и основные тенденции её дальнейшего развития / Б. А. Нахапетов, В. Л. Кардашев// Доклад о наиболее важных отечественных и зарубежных достижениях в области медицинской науки, техники и здравоохранения в 1987 г. −1988. — С.8-23.
Нахапетов, Б. А. О неметастатических формах поражения нервной системы при раке легкого/ Б. А. Нахапетов//Актуальные вопросы специализированной медицинской помощи. — 1988. — 206—207.
Нахапетов, Б. А. Ошибки и трудности диагностики неврологических расстройств при раке легкого / Б. А. Нахапетов//Актуальные вопросы специализированной медицинской помощи. — 1988. -С.207-209.
Нахапетов, Б. А. Некоторые итоги науковедческого анализа состояния и тенденций развития фундаментальных исследований в области биомедицинских наук в СССР и ведущих промышленно-развитых странах мира. / Б. А. Нахапетов, В. Л. Кардашевым //Доклад о наиболее важных отечественных и зарубежных достижений в области медицинской науки, техники и здравоохранения в 1988 г. — 1989. — С.9-29.
Нахапетов, Б. А. О новом показателе цитирования журналов./ Б. А. Нахапетов//Современная информационная технология в медицинской науке и здравоохранении. Материалы Республиканской конференции «Патентно-конъюнктурные и социологические исследования в медицине: информационные -аспекты» — 1989. — С.36-37.
Нахапетов, Б. А. Анализ структуры и возраста ссылок в региональном аспекте./ Б. А. Нахапетов// Современная информационная технология в медицинской науке и здравоохранении. Материалы Республиканской конференции « Патентно-конъюнктурные и социологические исследования в медицине: информационные -аспекты» — 1989. — С.37-39.
Нахапетов, Б. А. Использование оригинального наукометрического подхода к выявлению наиболее активно развивающихся научных направлений в области медицины./ Б. А. Нахапетов, В. Л. Кардашев, Г. Я. Масловская// Современная информационная технология в медицинской науке и здравоохранении. Материалы Республиканской конференции « Патентно-конъюнктурные и социологические исследования в медицине: информационные -аспекты» — 1989.- С.89-91,
Нахапетов, Б. А. Использование наукометрических методов дан выявлении и характеристики научных коллективов, активно разрабатывающих новые направления исследований в медицине. / Б. А. Нахапетов, ВЛ.Кардашев, И. Н. Иваницкой,А. А. Кулагина// Современная информационная технология в медицинской науке и здравоохранении. Материалы Республиканской конференции « Патентно-конъюнктурные и социологические исследования в медицине: информационные -аспекты» — 1989. — С.91-92,
Нахапетов, Б. А. Наукометрический анализ структуры и давности ссылок в советских и зарубежных журналах по невропатологии, нейрохирургии и психиатрии/ Б. А. Нахапетов //Журнал невропатологии и психиатрии. — 1989. — № 12. — С.82-86.
Нахапетов, Б. А. Некоторые новые наукометрические подходы к комплексному науковедческому анализу Указателя научных обзоров США в целях выявления современного состояния и тенденций развития мировой медицинской науки. / Б. А. Нахапетов, В.Л,Кардашев, И. Н. Иваницкая //Методологические проблемы медицинской информатики и науковедения — 1989.- С.82-86.
Нахапетов, Б. А. К истории описания клинической картины туберкулезного менингита/ Б. А. Нахапетов //Журнал невропатологии и психиатрии им. С. С. Корсакова. — 1990. — № 10. — С.101-103.
Нахапетов, Б. А. Изучение изобретательской активности в медицине на основе патентной документации. Обзор литературы совм, / Б. А. Нахапетов, В.Л,Кардашев, И. Н. Иваницкая // МРЖ, раздел ХV1. −1990. — № 6. -С.33-36.
Нахапетов, Б. А. Сопоставительный анализ некоторых наукометрических показателей в советских и зарубежных журналах по невропатологии, нейрохирургии и психиатрии/ Б. А. Нахапетов// Науковедение и информатика. Республиканский межведомственный сборник. −1990. -№ 33. -С.24-28
Нахапетов, Б. А. К истории применения и усовершенствования остеотома Гейне в России/ Б. А. Нахапетов //Ортопедия, травматология и протезирование. −1992.-№ 2.- С.63-67.
Нахапетов, Б. А. О деятельности И. А. Сикорского как невролога/Б. А. Нахапетов// Врачебное дело (Лікарска справа/. — 1992. — № 5. — С.99-102.
Нахапетов, Б. А. К вопросу о приоритете Н. И. Пирогова и усовершенствовании остеотома Б.Гейне/Н. И. Пирогов — ученый, человек, гражданин. /Б. А. Нахапетов// Сборник научных трудов НИЦ Медицинский музей. — 1992.-№.4. С. 52-54.
Нахапетов, Б. А. Некоторые вопросы истории организации медицинской помощи в советских лагерях для военнопленных/Б. А. Нахапетов//Военно-медицинский журнал. — 1995. — № 3. — С.71-74.
Нахапетов, Б. А. «Наши жертвы были немалыми…» /Б. А. Нахапетов //Проблемы социальной гигиены и истории медицины. −1995. — № 3. — С.62-64.
Нахапетов, Б. А. И. А. Сикорский как невролог/ Б. А. Нахапетов //Журнал невропатологии и психиатрии. — 1995. — № 5. — С.75-76.
Нахапетов, Б. А. О небоевых санитарных потерях Советских Вооруженных Сил (1918—1969) /Б. А. Нахапетов// Асклепий. — 1995. -Т.1Х. — С.93-100.
Б. А. Нахапетов. Иван Васильевич Енохин — воспитанник Киево-Могилянской академии, придворный врач Николая I и Александра II(на русском.укр. и англ, языках/Б. А. Нахапетов//Агапит. — 1996. — № 3. — С.62-65.
Б. А. Нахапетов. Русский военный врач И. В. Енохин. /Б. А. Нахапетов А. Б. Нахапетовым// Военно-медицинский журнал. — 1996. — № 7. — С.63-67.
Б. А. Нахапетов. О деятельности С. П. и Е. С. Боткиных на посту лейб-медика/Б. А. Нахапетов //Клиническая медицина. — 1996. — № 5. — С,79-81.
Б. А. Нахапетов. Вопросы медицинской этики и деонтологии в произведениях М. Ю. Лермонтова. /Б. А. Нахапетов //История медицины. Благотворительность и милосердие. Медицинские музеи, III
международный симпозиум. Тезисы докладов.- 1996. — С.113-114.
Б. А. Нахапетов. Джон Говард - друг людей (на русском, укр. и англ.языках)/Б. А. Нахапетов// Агапит. — 1997. — № 7-8. — С.26-29.
Б. А. Нахапетов. К истории санитарной службы ГУЛАГа/Б. А. Нахапетов //Материалы I Съезда Конфедерации историков медицины. — 1998. — С.237-238.
Б. А. Нахапетов. К вопросу о небоевых санитарных потерях Советских Вооруженных Сил/Б. А. Нахапетов//Военно-медицинский журнал. — 1998. — № 4. — С.68-72.
Б. А. Нахапетов. К истории бальзамирования/Б. А. Нахапетов //Проблемы социальной гигиены и истории медицины. −1999. — № 2. — С.62-63.
Б. А. Нахапетов. Лейб-медики российских императоров/Б. А. Нахапетов //Вопросы истории. — 2000. — № 1. — С. 102—114.
Б. А. Нахапетов. Осень 1941-го. Калинин/Б. А. Нахапетов //Военно-медицинский журнал. −2000. — № 2. — С.66-69.
Б. А. Нахапетов. К истории санитарной службы ГУЛАГа/Б. А. Нахапетов //Вопросы истории. — 2001. — № 6. — С.126-136.
Б. А. Нахапетов. Баварский подданный Карл Ноодт — военный врач из окружения М. Ю. Лермонтова/Б. А. Нахапетов /’/Военно-медицинский журнал. — 2001. — № 7.- С.71-74.
Б. А. Нахапетов. Джон Говард и его вклад в эпидемиологию чумы/Б. А. Нахапетов //Вопросы истории естествознания и техники. — 2001. — № 3. — С.129-135.
Б. А. Нахапетов. Генерал И. Т. Радожицкий… /Б. А. Нахапетов// Военно-исторический журнал. — 2002. — № 3. — С.75-78.
Б. А. Нахапетов. Генерал-ботаник.(Опыт апологии И. Т. Радожицкого) /Б. А. Нахапетов //Бюллетень Московского общества испытателей природы. Отдел биологии. −2002. — т. 107, вып.1. — С.80-87.
Б. А. Нахапетов. Моряки — родственники поэта/Б. А. Нахапетов //Морской сборник. — 2002. — № 3. — С.72-75.
Б. А. Нахапетов. Придворная медицинская часть в России. X1Хв. /Б. А. Нахапетов //Вопросы истории. — 2002. — № 8. — С.146-153.
Б. А. Нахапетов. Последний лейб-медик Российской империи/Б. А. Нахапетов //Вопросы истории. — 2003. — № 9. — С. 152—154.
Б. А. Нахапетов. В поисках неизвестного лейб-медика/Б. А. Нахапетов //Проблемы социальной гигиены и истории медицины. — 2003. — № 6. — С.56-57.
Б. А. Нахапетов. Медицинская помощь в осажденном Порт-Артуре (к 100-летию обороны крепости). /Б. А. Нахапетов // Военно-медицинский журнал. — 2004. — № 11. — С.55-60.
Б. А. Нахапетов. Санитарные потери Советских Вооруженных Сил /Б. А. Нахапетов //Бюллетень Национального научно-исследовательского института общественного здоровья. — 2005. — С.123-125.
Б. А. Нахапетов. Организация медицинской помощи в осажденном Порт-Артуре/Б. А. Нахапетов // Вопросы истории. — 2005. — № 11. — С. 144—150.
Б. А. Нахапетов. Небоевые санитарные потери Советских Вооруженных Сил в Великой Отечественной войне 1941—1945 гг./Б. А. Нахапетов //Материалы III Съезда Конфедерации историков медицины. — 2009. — С. 476—477.
Б. А. Нахапетов. «Нынче по утру зашел ко мне доктор.»/Б. А. Нахапетов// Литература в школе. — 2011. — № 1. — С. 6-9.

## Научное редактирование
Ядерномагнитный резонанс в медицине — Научный обзор. — М., 1985.
Простаноиды в патогенезе нервно-сосудистых заболеваний и сосудистых поражений головного мозга — Научный обзор. — М., 1987.
Актуальные проблемы педиатрической неврологии. Функции ганглиозидов в норме и патологии. — Научный обзор. — М., 1987.
Прогрессирующие мышечные дистрофии у детей и подростков. Проблемы патогенеза, диагностики, лечения, профилактики — Научный обзор. — М., 1988.

## Газетные публикации
Как сохранить бодрость? — Тихоокеанская вахта. 22 июля 1966.
Почему стреляет поясница? — Тихоокеанская вахта. 19 марта 1966.
Штаб-лекарь Иван Дроздов. — Кавказская здравница. 15 октября 1984.
Рядом с Лермонтовым. — Пензенская правда. 5 октября 1986.
Приглашен в Тарханы. Новые данные о докторе Ансельме Леви. — Медицинская газета. 6 августа. 1986 (Ссылка в книге: М. Ю. Лермонтов в воспоминаниях современников. М., 1989, С.499).
Удивительный доктор. — кавказская здравница. 15 октября 1986.
Lermontovs Aerzte — Neues Leben. Frebruar 1988.
Меры предосторожности в неврологической практике. — Медицинская газета. Спецвыпуск 10 марта 1990.
Случайная встреча на водах. — Мир. Ноябрь-декабрь 1997.
О чём не любят вспомнить в Грузии, а о чём — в России. — Независимая газета. Июня 2001.
Михаил Лермонтов об евреях. — Историческая газета, октябрь 2001.
Пятигорского военного госпиталя ординатор. — Медицинский вестник. 26 июня 2009.
Жизнь, оплаченная серебром. Русские военные врачи на кавказе в первой половине XIX века. — Медицинский вестник. 18 сентября 2009.
Последние лейб-медики Российской империи. — Медицинский вестник. 29 ноября 2009.
Заповеди доктора Дроздова. — Медицинский вестник. 10 сентября 2010.
Статский советник. — Медицинский естник. 19 ноября 2010.
«Как должно выполнять высокое призвание врача.» — Медицинский вестник. Август 2011.
Благочестивый брак. — Медицинский вестник. 23 марта 2012.

## Лермонтовиана Б. А. Нахапетова
1. Вопросы медицинской деонтологии в произведениях М. Ю. Лермонтова: Деп. во ВНИИМИ МЗ СССР. — 1982. — Д- 5344
2. О медицинском окружении М. Ю. Лермонтова (к 170-летию со дня рождения)// «Советское здравоохранение». — 1984. — № 11. — С.68 −71
3. Штаб-лекарь Иван Дроздов // «Кавказская здравница», 15 октября 1984. — № 198
4. Медики и медицина в жизни и творчестве М. Ю. Лермонтова // «Фельдшер и акушерка». — 1985.-№ 10. — С.39-41
5. Врач-курортолог штаб-лекарь И. Е. Дроздов // «Вопросы физиотерапии и курортологии». — 1985. — № 5. — С.60-61
6. Приглашен в Тарханы. Новые данные о докторе Ансельме Леви // «Медицинская газета», 6 августа 1986 (Ссылка в кн.: М. Ю. Лермонтов в воспоминаниях современников — М.,1989. — С.499)
7. Рядом с Лермонтовым // «Пензенская правда», 5 октября 1986. — № 220
8. Удивительный доктор //«Кавказская здравница», 15 октября 1986. — № 198
9. Белорусские врачи братья Лев и Сидор Нагумовичи — активные участники общественно-политической, культурной и научной жизни России первой половины XIX века // «Здравоохранение Белоруссии». — 1987. — № 6.- С.74-76 (Реплика в журн. «Здравоохранение Белоруссии». — 1987. — № 11. — С.78)
10. Lermontovs Ärzte// «Neues Leben», Februar 1988
11. Образ доктора Вернера из романа М. Ю. Лермонтова «Герой нашего времени» как объект психологического экспериментирования // «Вопросы психологии».-1990. -№ 2. -С.91-97
12. К истории описания клинической картины туберкулезного менингита// «Журнал невропатологии и психиатрии им. С. С. Корсакова». — 1990. — № 10. — С.101-103
13. Zwei deutsche Ärzte aus der Umgebung von Michail Jur’evic Lermontov: Anselm Levi (1781—1854) und Carl Noodt (1807—1899)// «Medizinhistorischen Journal». −1990, d.25, Н 1/2/ — р.143-152
14. Медики и медицина в жизни и творчестве М. Ю. Лермонтова. Часть 1. Опыт историко-медицинского подхода к изучению биографии великого русского поэта (Новые данные о медицинском окружении М. Ю. Лермонтова) : Деп. во ВНИИМИ МЗ СССР. — 1990. — Д — 18915 (Библ. списание :МРЖ, р. XVI. −1990. — № 10. -публ. 1957)
15. Медики и медицина в жизни и творчестве М. Ю. Лермонтова. Часть 2. Обстоятельный историко-медицинский комментарий к роману М. Ю. Лермонтова «Герой нашего времени»: Деп. в НПО «Совмединформ». −1991. — Д — 20826 (Библ.описание :МРЖ, р. XVI.-1991. — № 1-6. — публ. 339)
16. К характеристике ранения Бэлы — героини одноимённой повести М. Ю. Лермонтова // «Фельдшер и акушерка». — 1991. — № 5. — С. 59-60
17. К истории применения и усовершенствования остеотома Гейне в России //«Ортопедия, травматология и протезирование». — 1992. — № 2. — С.63-67
18. К вопросу о приоритете Н. И. Пирогова в усовершенствовании остеотома Б.Гейне // Сб. научных трудов НИЦ «Медицинский музей», вып. 4. — М., 1992. -С.52-54
19. Григорий Александрович Печорин — акцентуированная личность? //« Вопросы психологии». — 1994. — № 1. — С.111-115
20. Как погибла Бэла. Об одной ошибке художников-иллюстраторов повести М. Ю. Лермонтова «Бэла»// «Эхо Кавказа». — 1995 — № 2. — С.38-39
21. Вопросы медицинской этики и деонтологии в произведениях М. Ю. Лермонтова/ История медицины. Благотворительность и милосердие. Медицинские музеи. Тез.докладов III Международного симпозиума. М., 1996.- С.113-1124
22. Стихотворение М. Ю. Лермонтова «Завещание» и декабрист В. Н. Лихарев //«Мъра». — 1996. -№ 1:- С.206-211
23. Случайная встреча на водах //«Мир», ноябрь-декабрь 1997. — № 50-53
24. «Завещание» М. Ю. Лермонтова. О возможном прототипе главного героя стихотворения (совм. с Т. Н. Ознобишиной). //«Русская словесность». — 1998.- № 2. -С. 15-20
25. Милый лжец// «Чудеса и приключения». — 1999. — № 1. — С.44-45
26. Образ морской волны в произведениях М. Ю. Лермонтова // «Литература в школе». — 1999. — № 7. — С. 16-20
27. О предках М. Ю. Лермонтова // «Генеалогический вестник». — 2001. — № 4. -С.45-48
28. Баварский подданный Карл Ноодт — военный врач из окружения М. Ю. Лермонтова // «Военно-медицинский журнал». — 2001.- № 7. — С.71-74
29. Некоторые заметки о докторе Ансельме Леви / Лермонтовский заповедник. Документы и материалы. — Пенза, 2001. — С. 102—104
30. Михаил Лермонтов об евреях// «Историческая газета», октябрь 2001
31. «Весь ваш Лермонтов…» — М., Компания «Спутник+», 2002. — 126 с.
32. Моряки — родственники поэта // «Морской сборник». — 2002.- № 3. — С.72-75
33. М. Ю. Лермонтов на Кавказе в 1837 г. (Версия истории болезни) -М., Компания «Спутник+», 2006. — 36с.
34. Медицинская карта М. Ю. Лермонтова — М., «Гелиос АРВ»,2008. — 256с.(Отзыв: М. В. Поддубный. Медики и медицина в биографии М. Ю. Лермонтова. -«Военно-медицинский журнал». — 2009. — № 7. — С.92-93)
35. Пятигорского военного госпиталя ординатор// «Медицинский вестник», 26 июня 2009. -№ 18\487
36. Заповеди доктора Дроздова // «Медицинский вестник», 10 сентября 2009. -№ 25\530
37. Статский советник // «Медицинский вестник», 19 ноября 2010. — № 32\537
38. Две дуэли Михаила Лермонтова — М.. Компания «Спутник +»,2010.- 82с.
39. «Нынче по утру зашел ко мне доктор…». Образ доктора Вернера в романе М. Ю. Лермонтова «Герой нашего времени» // «Литература в школе». — 2011.- № 1. -С. 6-9.
40. Ещё одно прикосновение к М. Ю. Лермонтову — М., Компания «Спутник+», 2012. — 73с.
41."И это всё о нём…" (К 200-летию со дня рождения М. Ю. Лермонтова) Издательство «Спутник +». М.,2013. — 348с.